# Блавацький Богдан Ігорович
Богдан Ігорович Блавацький (*7 червня 1963, Малі Підліски, Жовківський район, Львівська область) — український футболіст, футбольний тренер.
Закінчив Львівський інститут фізкультури (1991), Вищу школу тренерів при Національному університеті фізкультури і спорту в Києві (1997).

## Кар'єра гравця
Першими тренерами були Анатолій Крощенко і Михайло Рибак.
Грав за клуби «Мотор» (Куликів), «Ватра» (Рудно), «Спартак» (Самбір) на рівні аматорів. 1987 року добився звання найкращого бомбардира клубів Львівської області (51 м'яч).
На рівні команд майстрів грав у рівненському «Авангарді» в українській зоні другої ліги.
Також грав за «Сокіл-ЛОРТА» (Львів) у розіграші кубка України 1992/93.

## Кар'єра тренера
Починав тренерську кар'єру у «Гарай» (Жовква). 1995 року він виграв з цим клубом чемпіонат України серед аматорів, а також за час роботи з колективом відкрив українському футболу таких відомих у майбутньому гравців, як Юрія Беньо, Володимира Єзерського та Віталія Постранського.
1998 року був головним тренером клубу вищої ліги «Прикарпаття». Саме під його керівництвом івано-франківський клуб посів дев'яте місце в елітному футбольному дивізіоні, що стало найкращим показником команди в історії, На рахунку Блавацького – 22 гри у Вищій лізі чемпіонату України у ролі головного тренера івано-франківського колективу.
1999 року очолив клуб «Поділля» (Хмельницький), в 2000—2003 рр. працював в «Красилові».
Тренував — в сезоні 2003/04 «Спартак» з Івано-Франківська, в сезоні 2004/05 «Металург-2» (Запоріжжя), в сезоні 2005/06 київську «Оболонь», в сезоні 2007/08 «Поділля» (Хмельницький), в сезоні 2008/09 «Ниву» (Вінниця).
Влітку 2009 року переїхав до Польщі, де працював з аматорським шаровольським «Спартакусом», а 21 липня 2010 року очолив люблінський «Мотор», втім вже  30 вересня того ж року покинув команду.
У квітні 2011 року очолив бурштинський «Енергетик», але 16 вересня 2011 року , після програшу охтирському «Нафтовику-Укрнафті» з рахунком 0:2 подав у відставку.
На початку 2012 року він був запрошений очолити клуб «Томашовія», де він працював до липня 2013 року. Потім в березні 2014 року став асистентом Віталія Кварцяного у луцькій «Волині». 
10 вересня 2014 року знову повернувся до Польщі, очоливши нижчолігову «Віслу» (Пулави), з якою в сезоні 2015/16 він вперше в історії клубу вийшов до другого за рівнем дивізіону країни. Втім 13 липня 2016 року з особистих причин він звільнився зі своєї посади. 
21 березня 2017 року він став головним тренером ряшівського клубу «Сталі», але того ж року повернувся до «Вісли» (Пулави), з якої за підсумками сезону 2017/18 вилетів до Третьої ліги, після чого покинув команду.
16 квітня 2019 року став новим головним тренером «Львова», повернувшись до роботи у вищому українському дивізіоні після понад 20-річної перерви.

## Досягнення
- «Гарай»
  - Чемпіон України серед аматорів: 1994/95
- «Красилів»
  - Переможець другої ліги: 2001/02